# Avenida Agoberto Mejía
La Avenida Agoberto Mejía, también conocida como Avenida Abastos, es una vía arterial ubicada en el suroccidente de Bogotá que se extiende en dirección norte-sur. Actualmente, corresponde a la Carrera 80. 

## Nombre e historia
La avenida recibe su nombre en honor a Agoberto Mejía Cifuentes, un destacado dirigente local que se desempeñó como el primer alcalde de la localidad de Kennedy en 1977.
En tiempos precolombinos, el área donde hoy se encuentra la avenida correspondía al poblado muisca de Techotivá, que servía como ruta de comunicación entre Hyntibá (actual Fontibón), Bosa y Soacha. 
A principios de la década de 1950, la vía comenzó a funcionar como una de las principales rutas de acceso al antiguo Aeropuerto de Techo, ubicado en el área donde actualmente se encuentra el Monumento a las Banderas en la Avenida de Las Américas Tras la inauguración de la plaza de mercado de Corabastos en 1972, la avenida fue inicialmente conocida como Avenida Abastos, debido a su conexión directa con este importante centro de abastecimiento. 
Ha experimentado varios cambios en su nomenclatura debido a modificaciones en el sistema de direcciones de Bogotá. Inicialmente, fue designada como Carrera 86, nombre con el que aún es recordada por algunos residentes de la localidad de Kennedy. Posteriormente, su denominación oficial cambió a Carrera 80, que es el nombre vigente en la actualidad. 

## Trazado
- Extremo Norte: En su sector norte, la avenida se extiende hasta la Avenida Ferrocarril de Occidente, pasando por áreas cercanas a los humedales Techo y El Burro. En esta zona, el trazado se interrumpe en las Unidades de Planeamiento Zonal (UPZ) Granja de Techo en Fontibón y Castilla en Kennedy. Estas interrupciones se deben a la presencia de los humedales y a la configuración urbana del sector.
- Tramo Norte: La avenida oficialmente inicia en la Avenida Manuel Cepeda Vargas (Diagonal 2A), cerca de la estación Transversal 86 de TransMilenio, en la localidad de Kennedy.
- Recorrido por Kennedy: Desde su inicio, la vía se dirige hacia el sur, intersectando importantes arterias como la Avenida de Las Américas, facilitando el acceso a la central de abastos Corabastos. Continúa atravesando la localidad, cruzando vías como la Calle 38 Sur, la Avenida Villavicencio (donde se prevé la conexión con la futura Línea 1 del Metro de Bogotá), y la Avenida Primero de Mayo (Calle 55 Sur).[2]
- Ingreso a Bosa: Al entrar en la localidad de Bosa, la avenida se conecta con la Avenida Bosa en la rotonda del barrio Clarelandia.
- Tramo Sur: La vía culmina entre las calles 63 y 65 Sur, en la zona comercial de Bosa, funcionando como una vía de doble carril por sentido.
- Extremo Sur: Hacia el sur, en la UPZ Bosa Centro, la vía adopta diferentes nombres: Carrera 79B, Transversal 78L y Calle 69B Sur. Continúa hacia el municipio de Soacha, donde se le conoce como Calle 53, finalizando en la Carrera Séptima de la Comuna 3, La Despensa. En estos tramos, la vía es de un solo sentido.

#### Infraestructura para Ciclistas
La Avenida Agoberto Mejía cuenta con una ciclorruta en su costado oriental, que se extiende desde Corabastos hasta el sector de Clarelandia-Bosa Galán. Esta ciclorruta permite conexiones con otras vías principales como la Avenida de Las Américas, la Avenida El Tintal y la Autopista Sur.

## Transporte público

### Rutas zonales y alimentadores delSITP
| 8-4 Corabastos | 8-5 Biblioteca Tintal |

| 9-1 Casablanca | 9-10 Roma |

| C156 Bilbao G156 El Recreo                 | K311 Puente Grande G311 Bosa San Jose | K327 Puente Grande H327 Acacias             |
| F414 Villa Alexandra G414 Hospital Kennedy | G501 Bosa San José A501 Germania      | G503 San Bernardino A503 Est. Calle 100     |
| G507 Metrovivienda A507 Chapinero          | G522 Metrovivienda A522 Germania      | G527 Metrovivienda K527 Can                 |
| G529 El Recreo H529 Diana Turbay           | G541 Bosa Centro A541 Chapinero       | H603 Santo Domingo                          |
| H612 San Joaquin C612 Villa Maria          | H615 Arborizadora Alta                | H629 Arborizadora Alta K629 Fontibon Centro |
| L807 San Blas G807 Bosa San José           |                                       |                                             |

| 94 Bosa San Jose 94 Suba Corpas            | 99 Bosa San José 99 Germania        | 117 San Bernardino - Potreritos 117 Libertadores |
| 120 Bosa San Diego 120 Egipto              | 139 Juan Rey 139 Bosa San José      | 166 Metrovivienda 166 Porciúncula                |
| 191 Metrovivienda 191 Unicentro            | 192 Unicentro                       | 367 San Bernardino 367 Porciúncula               |
| 544A Bosa San Diego 544A Germania          | 576 Bosa Santa Fe 576 Engativá      | 577 Engativá                                     |
| 580 Bosa San Jose 580 Est. Bicentenario    | 607A San Bernardino 607A Pontevedra | 634 Bosa San José 634 Calle 153                  |
| 731 Bosa San José 731 Palermo              | 786 Diana Turbay - Puentes          | C15 Bosa San Diego C15 Chapinero                 |
| E16A Bosa San José E16A Colina - Calle 153 | T62 Metrovivienda                   | Z8 Toberín Z8 Metrovivienda                      |

### Corredor Bogotá-Soacha
Por la Avenida Agoberto Mejía transita una de las rutas del corredor de transporte entre Bogotá y Soacha, específicamente en el tramo comprendido entre el sector de Corabastos (Abastos) y la Avenida Bosa hacia el sur. 
Esta ruta conecta con diversos barrios del municipio de Soacha, facilitando también la conexión hacia el municipio vecino de Sibaté, ubicado más al sur del área metropolitana.
Este corredor es fundamental para la movilidad de miles de personas que se desplazan diariamente entre Soacha y el suroccidente de Bogotá, especialmente en las localidades de Bosa y Kennedy, ofreciendo un enlace complementario al sistema TransMilenio y a las rutas zonales del SITP.

## Avenidas que atraviesa
En Cursiva, los tramos donde se conectaría a futuro.

### Fontibon
- Avenida Calle 13

### Kennedy
- Avenida Alsacia (Avenida Calle 12)
- Avenida Castilla
- Avenida Manuel Cepeda Vargas (Diagonal 2A)
- Calle 26 Sur
- Avenida Ciudad de Villavicencio
- Avenida Primero de Mayo (Calle 55 Sur)

### Bosa
- Avenida Bosa (Calle 59 Sur)
- Calle 63 Sur
- Calle 65 Sur
- Avenida San Bernardino

### Soacha
- Avenida Las Torres

## Sitios importantes de la vía
- Central De Abastos De Bogotá - Corabastos
- Coliseo Cayetano Cañizares
- Parque Metropolitano Cayetano Cañizares
- Centro Comercial Gran Plaza Bosa
- Colegio INEM Francisco de Paula Santander
- Humedal La vaca